# Fedir Pyłypiw
Fedir Mychajłowycz Pyłypiw, ukr. Федір Михайлович Пилипів (ur. 8 lutego 1978 w miasteczku Łysiec, w obwodzie iwanofrankiwskim) – ukraiński piłkarz i futsalista, grający na pozycji obrońcy, trener piłkarski.

## Kariera piłkarska
Po ukończeniu szkoły studiował w Iwano-Frankowskiej Wyższej Szkole Wychowania Fizycznego. Potem został powołany do służby wojskowej. Po miesiącu służby w jednostce czołgów w Berdyczowie, został przeniesiony do jednostki sportowej. Następnie został zaproszony do drugiej drużyny CSKA Kijów, z którą przebywał przez dwa miesiące na obozie. Potem zaczął grać w futsal, a na mistrzostwach okręgów wojskowych w futsalu w Mukaczewie został zauważony przez sztab szkoleniowy DSS Zaporoże. Nieczęsto grał w DSS, dlatego został wypożyczony do farm klubu Winner Ford Uniwersytet Zaporoże. W 1999 po zmianie trenera odszedł do klubu piłkarskiego UFEI Irpień, z którego następnie został powołany do amatorskiej reprezentacji Ukrainy na Puchar Regionów UEFA, gdzie zdobył brązowy medal. Kiedy w DSS został grającym trenerem Ramis Mansurow Pyłypiw powrócił do gry w futsal. W 2004 został zaproszony do MFK Szachtar Donieck. 3 lutego 2006 roku miał ciężki wypadek samochodowy, przez co rok nie grał. W 2008 przeszedł do Urahanu Iwano-Frankiwsk, w którym występował do wygaśnięcia kontraktu w 2011. Latem 2011 zgodził się na propozycję trenera Mansura Chajmurzina zasilenia składu drugoligowego zespołu DJuSSz-5-Mehaprom Donieck.
Od 2012 grał w drużynie amatorskiej Sial Jet Zaporoże, również występował w klubie piłki nożnej plażowej Arnika, z którą został finalistą Pucharu obwodu zaporoskiego. Ostatnim zawodowym klubem w jego karierze był Imeks Zaporoże, w barwach którego zakończył karierę piłkarską w 2015 roku.

## Kariera reprezentacyjna
W 2000 w barwach studenckiej reprezentacji Ukrainy w futsalu brał udział w turnieju finałowym Akademickich mistrzostw świata w futsalu, strzelając 2 gola. Wieloletni reprezentant Ukrainy, barwy której bronił od 2000 do 2010, zdobywając dwukrotnie wicemistrzostwo Europy (2001, 2003). Od 2008 pełnił funkcje kapitana drużyny, występował w składzie ukraińskiej reprezentacji w finałach mistrzostw świata w 2004 i 2008 oraz ME w 2005.

## Kariera trenerska
W 2018 rozpoczął karierę szkoleniowca. Od 27 listopada 2018 pełnił funkcję głównego trenera klubu Epicentr K Awanhard Odessa.

## Sukcesy i odznaczenia

### Sukcesy piłkarskie
reprezentacja Ukrainy w piłce nożnej
- brązowy medalista Pucharu Regionów UEFA: 1999

reprezentacja Ukrainy w futsalu
- wicemistrz Europy: 2001, 2003
- zdobywca Pucharu Piramid: 2003
- uczestnik mistrzostw świata: 2004, 2008
- uczestnik mistrzostw świata wśród studentów: 2000
- uczestnik Mistrzostw Europy: 2005

DSS Zaporoże
- wicemistrz Ukrainy: 2003/04
- brązowy medalista mistrzostw Ukrainy: 1999/00, 2000/01, 2001/02, 2002/03
- zdobywca Pucharu Ukrainy: 2001/02
- finalista Pucharu Ukrainy: 2003/04

MFK Szachtar Donieck
- mistrz Ukrainy: 2004/05, 2005/06, 2007/08
- brązowy medalista mistrzostw Ukrainy: 2006/07
- zdobywca Pucharu Ukrainy: 2005/06
- finalista Pucharu Ukrainy: 2004/05
- zdobywca Superpucharu Ukrainy: 2005, 2006
- półfinalista Pucharu UEFA: 2005/06

Urahan Iwano-Frankiwsk
- mistrz Ukrainy: 2010/11

### Sukcesy indywidualne
- na liście 15 najlepszych futsalistów Ukrainy: 2002/03, 2004/05
- na liście 18 najlepszych futsalistów Ukrainy: 2000/01